# Municionero
Antiguamente se llamaba municionero al contratista o proveedor de municiones, es decir, de la pólvora y proyectiles para el servicio de las armas de fuego. 
A finales del siglo XVII, se usaba en este sentido. 

De dos maneras se gobiernan las plazas y castillos: la una es no corriendo por su cuenta (del gobernador) más que la buena disciplina de los soldados y gobierno político de los naturales; corriendo por cuenta de los municioneros y tenedores de bastimentos el cuidado de su conservación
Sala y Abarca. Después de Dios la primera obligación y glosas de ordenes militares

La voz está recogida en Ordenanza española de 1768, art. 87, trat. 8, tit. 10.